# Södermanlands runinskrifter 105
Sö 105 är en vikingatida runsten av gråsten i Högstena, Kjula socken och Eskilstuna kommun. 
Runsten, Sö 105, gråsten, 1,9 m h, 0,7 m br (ÖNÖ-VSV), något avsmalnande uppåt och 0,3 m tj. Kors, stilgrupperin:Fp. Ristningen vetter åt SV.

Den är en av de så kallade Ingvarsstenarna som restes efter de män som färdades och förolyckades i det ödesdigra Ingvarståget.

## Inskriften
Inskriften med runor:
᛬ ᚼᚢᛚᛘᚢᛁᚦᚱ ᛬ -ᚦᛁ-ᛋ... ...ᛦ ...ᚢᚱ--ᚱ- ᛋᚢᚾ ᚼᛅᚾ ᛬ ᚢᛅᛦ ᛬ ᚠᛅ-ᛁᚾ ᛬ ᛘᛁ- ᛬ ᛁᚴᚢᛅᚱᛁ ×+
Translitterering av runraden:
: hulmuiþr : -þi-(s)... ...(ʀ) ...ur--(r)- su[n]  han : uaʀ : fa-in : m(i)- : ikuari ×+
Normalisering till runsvenska:
Holmviðr ... ... [Þ]or[bæ]r[n](?) sun [sinn]. Hann vaʀ fa[r]inn me[ð] Ingvari.
Översättning till nusvenska:
Holmvid (reste denna sten efter) Torbärn (?), (sin) son. Han var faren med Ingvar.